# Абдуллін Азат Хаматович
Абду́ллін Аза́т Хама́тович (26 червня 1931, село Башкирська Ургінка — 11 листопада 2023, Москва) — башкирський драматург, прозаїк.
Азат Хаматович народився 26 червня 1931 року в селі Башкирська Ургінка Зіанчуринського району Башкирської АРСР. 1953 року закінчив історичний факультет Башкирського державного університету. У 1957–1958 роках викладав у рідному вузі, з 1959 року став професійним письменником.
Автор відомої драми «Не забувай мене, сонце!» («Онотма мине, kояш!», 1963), яка увійшла в репертуар багатьох театрів країни. Найбільшого успіху мала драма «Тринадцятий голова» («Ун эсэнсэ председатель», 1979), вперше поставлена в театрі імені Вахтангова у Москві, потім в театрах Угорщини, Болгарії, Румунії, США, Чехословаччини. Як продовження драми була написана п'єса «Останній патріарх» («hунгы узаман», 1986), яка отримала сценічне відродження у Башкирському академічному театрі драми імені Мажита Гафурі та низці інших театрів.
Із прози відомі «Біле молоко» («Аk hэт», 1976), «Червона роса» («Кызыл ысыk», 1979). Активно друкується, відомий публіцистичними статтями та нарисами.
Нагороджений орденом «Знак Пошани» (1984).
Твори:
- п'єса «Не забувай мене, сонце!» — видавалась російською мовою видавництвом «Искусство» (1973) та «Детская литература» (1973), башкирською мовою видавництвом «Башкнигоиздат» (1974 та 1976)
- повість «Біле молоко» — видавалась російською мовою видавництвом «Детская литература» (1976)
- повість «Червона троянда» — видавалась російською мовою видавництвом «Современник» (1979, 1985)
- драма «Тринадцятий голова» — видавалась російською мовою видавництвом «Искусство» (1981)
- книга № 2 «Антологія башкирської літератури» — видавалась башкирською мовою видавництвом «Башкнигоиздат» (1984)